# Dicaelotus kriechenbaumeri
Dicaelotus kriechenbaumeri är en stekelart som först beskrevs av Holmgren 1890.  Dicaelotus kriechenbaumeri ingår i släktet Dicaelotus och familjen brokparasitsteklar. Arten är reproducerande i Sverige. Inga underarter finns listade i Catalogue of Life.